# Batalha de Elba

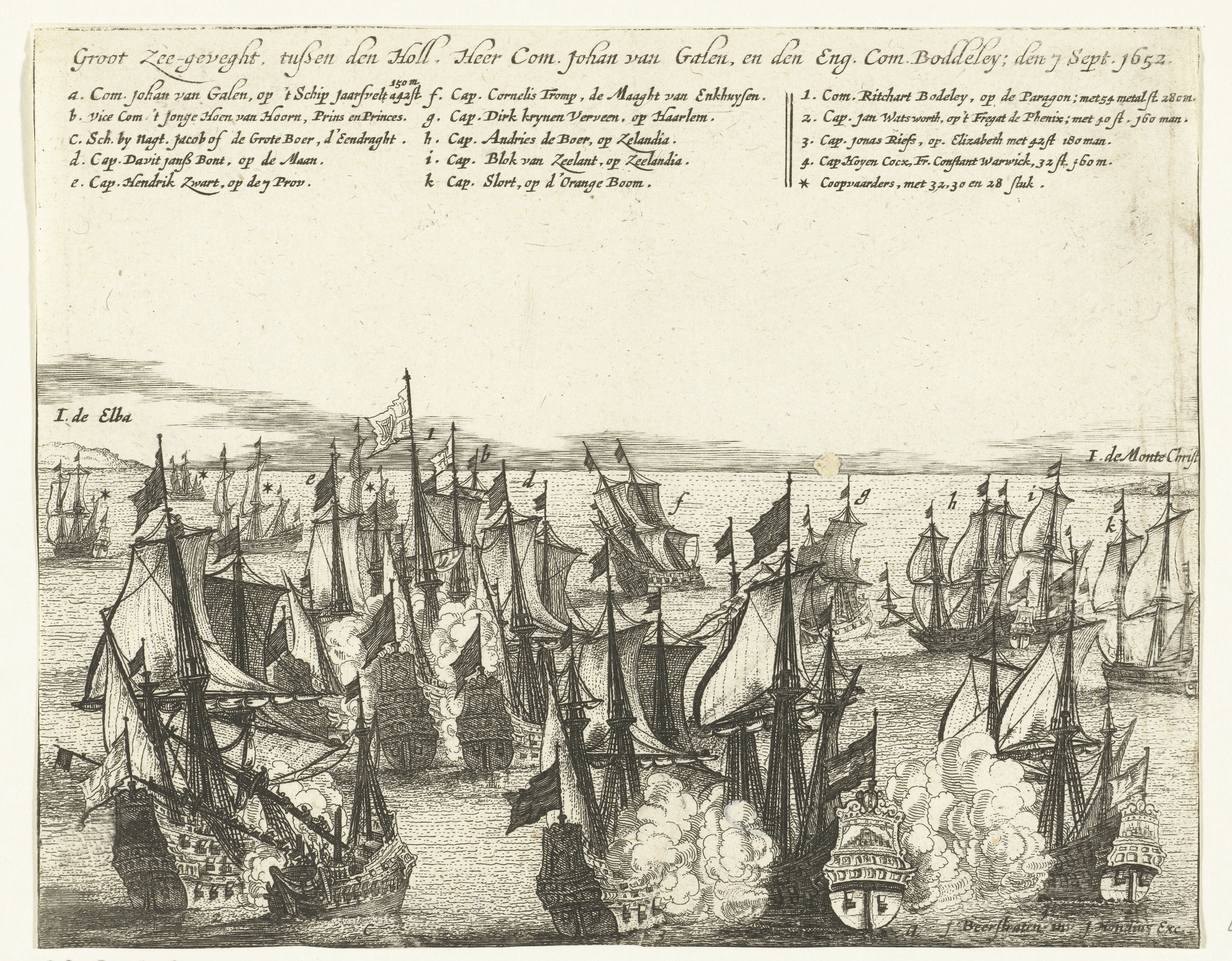
A batalha marítima perto de Elba entre a frota Staatse sob Van Galen e a frota inglesa sob Badiley, 1652

A Batalha de Elba ou Batalha de Monte Cristo foi um conflito naval entre as frotas da República Holandesa e a Commonwealth da Inglaterra. O evento aconteceu em 6 de Setembro de 1652 durante a Primeira Guerra Anglo-Holandesa, entre um esquadrão holandês comandado por Johan van Galen e um esquadrão inglês comandado pelo capitão Richard Badiley.

## Batalha
Os ingleses estavam tentando chegar a Livorno, onde um esquadrão comandado pelo capitão Henry Appleton estava sitiado pelo esquadrão holandês. Deixando quatro de seus quatorze navios para manter a vigilância sobre Livorno, van Galen levou seus dez navios restantes para interceptar o esquadrão de Badiley. Os dois se encontraram entre as ilhas de Montecristo e Elba. O Phoenix foi capturado pelo Jaarsveld, enquanto os outros navios de guerra ingleses recuaram para Porto Longone. O navio capturado, Phoenix, foi recapturado 2 meses depois, durante um ataque noturno em Livorno.

## Navios envolvidos

### Holanda (Johan van Galen)
- Jaarsveld 44 (nau capitânia de van Galen)
- Prinses Roijaal 34 (Albert Corneliszoon 't Hoen; morto)
- Wapen van Zeeland 32 (Joost Willemszoon Block; morto)
- Eendracht 40 (Jacob de Boer, vice-almirante)
- Maan 40 (David Janszoon Bondt; morto) )
- Vereenigde Provinciën / Zeven Provinciën 40 (Hendrick Claeszoon Swart; morto)
- Haarlem 40 (Dirck Quiinen Verveen)
- Maagd van Enkhuysen 34 (Cornelis Tromp)
- Zeelandia 32 (Andries de Boer)
- Jonge Prins 28 (Cornelis Barentszoon Slordt)

O Jaarsveld e quatro outros navios do esquadrão pertenciam ao Almirantado de Amsterdã, mas os Prinses Roijaal, Eendracht e Jonge Prins pertenciam ao Almirantado Noorderkwartier, enquanto Wapen van Zeeland e Zeelandia pertenciam ao Almirantado de Zeeland.

### Inglaterra (capitão Richard Badiley)
- Paragon 52 ('carro-chefe' de Badiley)
- Elizabeth 36 (Capitão Jonas Reeves)
- Phoenix 36 (Capitão John Wadsworth) - Capturado por Eendracht
- Constant Warwick 32 (Capitão Owen Cox)

A esquadra tinha quatro navios mercantes, que no entanto não tomaram parte na Ação e seguiram de forma autónoma para Porto Longone.
- Mary Rose 32 (comerciante, capitão Jonas Poole)
- William e Thomas 30 (comerciante, capitão John Godolphin)
- Thomas Bonaventure 28 (comerciante, capitão George Hughes ??)
- Richard e William 24 (comerciante, capitão John Wise ??)